# Lustracija
Lustracija (lat. lustratio – čišćenje, pročišćavanje) je novi izraz uzet iz antičkih rituala s novim političkim značenjem za čistke i uklanjanje iz javnog političkog života primijenjen u neokapitalističkim državama Srednje i Istočne Europe od 1990-ih godina protiv suradnika bivšeg socijalističkog poretka te protiv članova komunističkih i radničkih stranaka. Za takvo značenje koristi se i neologizam lustrizam. Novi pojam lustracije uveden je u Poljskoj odakle se proširio u druge jezike.
Provodi se u nekim državama Europe počevši od pada realsocijalističkih režima kao dio opće dekomunizacije društva. Lustraciju su nakon pada željezne zavjese od svih bivših socijalističkih zemalja najdosljednije provele Poljska, koja je potom doživjela i najveći rast gospodarstva i svog geopolitičkog utjecaja te Njemačka u svom istočnom dijelu.
Izvorno je lustracija pojam iz starorimske religije koji je označavao obredno čišćenje od grijeha, ispitivanje savijesti i pomirenje. Starorimska lustracija provođena je nakon događaja kao što su krvoprolića, babinja, dodiri s pokojnikom i slično. Lustrirane su bivale osobe, životinje i stvari u određenim prilikama, osobito prije nego što će ući ili biti unesene u koje posvećeno mjesto.

## Primjena u današnjici
Negdašnja komunistička nomenklatura etablirala se od gospodarstva preko medija do politike uspješnije u Hrvatskoj nego u bilo kojoj drugoj europskoj postkomunističkoj zemlji, izuzevši Bjelorusiju. U Hrvatskoj još nije donesen pravni okvir ili zakon o lustraciji. Svrha bi bila sprečavanje bivših nositelja visokih dužnosti u komunističkoj partiji, te UDBI ili KOS-u da i danas budu nositelji vlasti, imaju visoka politička mjesta u državi ili rade kao urednici ili novinari, primjerice u žutom tisku.
U drugim zemljama bivšeg istočnoga bloka, kao što su Češka, Slovačka, Istočna Njemačka, Poljska, Mađarska, Bugarska, Makedonija i Albanija, ovaj pojam opisuje provjeru državnih službenika i drugih osoba javnog života na temelju bivših tajnih arhiva na moguću suradnju s komunističkim tajnim službama i sigurnosti.
Njemačka je provela jedan od najtransparentnijih procesa lustracije, a pod pritiskom disidenata iz bivše DDR prva je od svih država građanima otvorila tajne arhive. Lustracija je provedena u skladu s općim normama definiranim u Sporazumu o ujedinjenju. Održan je velik broj javnih suđenja i osobe koje su nekad radile u tajnoj službi bivše DDR (Stasi) morale su napustiti svoje položaje. Osim zaposlenika na državnoj i saveznoj razini, lustrirani su čak i "obični“ zaposlenici na nižim razinama; njih se u pravilu osuđivalo na dvije godine zatvora nakon čega su bili automatski amnestirani. Posebno rigorozne provjere provedene su u sektorima javnih službi gdje se tražila visoka etičnost i moralna ispravnost (sveučilišta, škole, sudovi) pa je, primjerice, samo u pokrajini Saksoniji oko 1000 profesora ostalo bez posla. Lustracijski zakon ima i Srbija. Češka je objavila i popis od gotovo tisuću bivših špijuna komunističkog režima. Makedonski lustratori provjeravaju i tajkune koji su se obogatili u privatizaciji devedesetih. Nastoji se utvrditi jesu li došli do kapitala poduzetništvom ili zahvaljujući tome što su kao suradnici službe bili dio strukture.
Ako se za nekoga utvrdi da je surađivao i da se okoristio tom suradnjom, oduzet će mu se javne funkcije.  

U prvom redu se radi o načinu da se takve ljude javno moralno prokaže kao osobu koja nije dostojna djelovanja u javnosti. Uglavno je moralna i vrijednosna osuda.
Tim osobama se ne brani raditi bilo koje poslove, samo da ne mogu više obnašati nijednu javnu dužnost.

### Hrvatska
U Hrvatskoj ne postoji zakonska odredba o lustraciji; zakon o lustraciji predložila je Hrvatska stranka prava 1998. i 1999. i oba puta je odbijen većinom glasova.
Prijedlog zakona odnosio se na sprečavanje nositelja nekadašnjih visokih dužnosti u komunističkoj partiji, tajnim policijama, obavještajnoj službi UDBA da i danas budu nositelji vlasti i imaju visoka politička mjesta u RH. Taj dio prijedloga bio je sporan s obzirom na to da je moguće da je suprotan Ustavu i drugim zakonima Republike Hrvatske koji brane diskriminaciju po političkoj osnovi, a zbog raširene slične prakse u zemljama Europe osudilo ga je i Vijeće Europe u svojoj rezoluciji 1096 kojom lustraciju dopušta samo protiv onih koji su svojim djelovanjem kršili ljudska prava, a ne protiv svih dužnosnika prethodnoga političkog sustava.[nedostaje izvor]
Lustracija bi se odnosila na predsjednika, premijera, članove Vlade, članove Sabora, zaposlenike tajnih službi, članovi odbora u državnim tvrtkama, sudstvo, urednika i novinara i drugih.[nedostaje izvor]

## Vanjske poveznice
- Lustracija - da ili ne?  Arhivirana inačica izvorne stranice od 26. ožujka 2014. (Wayback Machine)
- vecernji.hr
- pollitika.com  Arhivirana inačica izvorne stranice od 17. svibnja 2009. (Wayback Machine)
- glas-koncila  Arhivirana inačica izvorne stranice od 8. studenoga 2007. (Wayback Machine)
- Članak u vjesniku  Arhivirana inačica izvorne stranice od 2. rujna 2005. (Wayback Machine)
- Politički zatvorenik 250, siječanj, veljača 2013  Arhivirana inačica izvorne stranice od 18. prosinca 2013. (Wayback Machine)